# Михайло I Федорович
Миха́йло Фе́дорович (12 (22) липня 1596, Москва, Московське царство — 13 (23) липня 1645, Москва, Московське царство) — 9-й московський цар у 1613–1645 роках. Не походив з великокнязівського, або монаршого роду. Був сином простого боярина Федора Романова (з 1619 — патріарх Філарет), завдяки високій посаді батька в московському патріархаті отримав царський престол та став засновником династії.

## Біографія
Михайло Федорович народився у 1596 р. у сім'ї боярина Федора Микитовича Романова і його дружини Ксенії Іванівни (уродженої Шестової) і доводився двоюрідним племінником царю Федору Івановичу з московської гілки династії Калитовичів.
Провідну роль у правлінні державою за Михайла Федоровича відігравали його близькі родичі (у 1619—1633 рр. фактично правив Федір Романов — патріарх Філарет). З самого початку цар опинився в складній ситуації через фактичне фінансове банкротство. 1616 року уряд звернувся до Франції і Данії з проханням надати кредит, але отримав відмову. 1617 року було здійснено спробу запозичити 400 тис. карб. в англійського короля, але без успіху. Тоді англійські торгівці запропонували 100 тис. в обмін на торгівельні привілеї. Того ж року Генеральні Штати Республіки Сполучених провінцій надали позику в 20 тис. гульденів (замість 70 тис. карб., що запрошували). Водночас від Персії отримав кредит 100 злитків срібла ціною 7 тис. карб.
У 1618 році, після спроби королевича Владислава в 1617–1618 рр. захопити Москву, уклав Деулінське перемир'я, за яким до Речі Посполитої відійшла Чернігово-Сіверська земля, захоплена Московським князівством у 1503 р. У цій війні на стороні польських військ брали участь українські козаки на чолі з гетьманом Петром Конашевичем-Сагайдачним. Тому лише 1619 року було отримано англійська позика в 20 тис. карбованців (через Архангельськ). Її повернуто 1620 року.
У 1632–1634 роках вів невдалу війну з Річчю Посполитою, в якій на стороні польських військ воювали українські козаки на чолі з гетьманом Тимошем Орендаренком.
Продовжував вести загарбницькі війни в Сибіру.
За часів царства Михайла Федоровича розширено відносини з Європою, видано першу рукописну газету «Вісті-Куранти» (1621), утворено «полки нового строю» (регулярні військові полки, навчені по-європейськи та очолювані найманими європейськими офіцерами).